# Амбигель
Амбигель (англ. ambigel) — продукт сушки водного или органического геля (алкогеля) при атмосферном давлении, характеризующийся, в отличие от ксерогеля, низкими значениями плотности, приближающимися к плотности аэрогелей.

## Описание
Процесс получения амбигелей обычно включает последовательную замену растворителя с полярного на неполярный, гидрофобизацию поверхности или дополнительное укрепление твердого каркаса и специальную программу сушки с использованием малых скоростей повышения температуры.